# Rhinoppia epilata
Rhinoppia epilata är en kvalsterart som först beskrevs av Miko 2006.  Rhinoppia epilata ingår i släktet Rhinoppia och familjen Oppiidae. Inga underarter finns listade i Catalogue of Life.